# Vắc-xin viêm màng não
Vắc-xin viêm màng não liên quan đến bất kỳ loại vắc-xin nào được sử dụng để ngăn ngừa nhiễm trùng bởi Neisseria meningitidis. Các phiên bản khác nhau có hiệu quả đối với một số hoặc tất cả các loại viêm màng não sau: A, B, C, W-135 và Y. Các vắc-xin này có hiệu lực từ 85 đến 100% trong ít nhất hai năm. Chúng dẫn đến giảm viêm màng não và nhiễm trùng huyết giữa các quần thể nơi chúng được sử dụng rộng rãi. Chúng được tiêm bằng cách tiêm vào cơ hoặc ngay dưới da.
Tổ chức Y tế Thế giới khuyến cáo rằng các quốc gia có tỷ lệ mắc bệnh trung bình hoặc cao hoặc thường xuyên bùng phát nên tiêm phòng thường xuyên. Ở các quốc gia có nguy cơ mắc bệnh thấp, họ khuyến nghị các nhóm nguy cơ cao nên được tiêm chủng. Trong các vành đai viêm màng não châu Phi, các nỗ lực tiêm chủng cho tất cả mọi người trong độ tuổi từ một đến ba mươi với vắc-xin kết hợp viêm màng não mô cầu A đang diễn ra. Ở Canada và Hoa Kỳ, vắc-xin có hiệu quả đối với cả bốn loại viêm màng não mô cầu được khuyến cáo thường xuyên cho thanh thiếu niên và những người khác có nguy cơ cao. Ả Rập Saudi yêu cầu tiêm vắc-xin bằng vắc-xin bốn mũi cho khách du lịch quốc tế đến Mecca để tham gia Hajj.
Vắc-xin viêm màng não nói chung là an toàn. Một số người bị đau và đỏ tại chỗ tiêm. Sử dụng trong thai kỳ dường như là an toàn. Phản ứng dị ứng nghiêm trọng xảy ra với ít hơn một trong một triệu liều.
Vắc-xin viêm màng não mô cầu đầu tiên đã có sẵn vào những năm 1970. Nó nằm trong Danh sách các loại thuốc thiết yếu của Tổ chức Y tế Thế giới, loại thuốc hiệu quả và an toàn nhất cần có trong hệ thống y tế. Chi phí bán buôn ở các nước đang phát triển là từ 3,23 đô la đến 10,77 đô la mỗi liều vào năm 2014. Ở Hoa Kỳ, chi phí là 100-200USD cho một đợt tiêm.